# Santa Teresita Acatzingo
Santa Teresita Acatzingo är en ort i Mexiko.   Den ligger i kommunen Tenancingo och delstaten Mexiko, i den sydöstra delen av landet, 70 km sydväst om huvudstaden Mexico City. Santa Teresita Acatzingo ligger 2 041 meter över havet och antalet invånare är 462.
Terrängen runt Santa Teresita Acatzingo är kuperad, och sluttar söderut. Runt Santa Teresita Acatzingo är det tätbefolkat, med 427 invånare per kvadratkilometer. Närmaste större samhälle är Tenango de Arista, 18,7 km norr om Santa Teresita Acatzingo. I omgivningarna runt Santa Teresita Acatzingo växer huvudsakligen savannskog.